# Paroisse de La Fourche
Pour les articles homonymes, voir Fourche (homonymie).
La paroisse de la Fourche (anglais : Lafourche Parish) est située dans l'État américain de la Louisiane. Son siège est à Thibodaux. Selon le recensement de 2020, sa population est de 97 557 habitants. Elle est une des 22 paroisses de la région officielle de l'Acadiane. 

## Géographie
La paroisse a une superficie de 2 809 km2 de terre émergée et 1 004 km2 d’eau. Elle est enclavée entre la Paroisse de Saint-Jacques et la Paroisse de Saint-Jean-Baptiste au nord, la Paroisse de Saint-Charles au nord-est, la Paroisse de Jefferson à l’est, la Paroisse Terrebonne à l'ouest et la Paroisse de l'Assomption au nord-ouest. Le Golfe du Mexique est au sud.

### Communautés

#### Incorporées
- Golden Meadow
- Lockport
- Thibodaux

#### Non-incorporées
- Chackbay
- Cut Off/La Coupe
- Des Allemands
- Galliane
- Gheens-Vacherie
- Larose
- Mathews
- Port Fourchon
- Raceland

## Démographie
| Groupe                           | Paroisse de La Fourche | Louisiane | États-Unis |
| -------------------------------- | ---------------------- | --------- | ---------- |
| Blancs                           | 79,3                   | 62,6      | 72,4       |
| Afro-Américains                  | 13,2                   | 32,0      | 12,6       |
| Amérindiens                      | 2,8                    | 0,7       | 0,9        |
| Autres                           | 2,1                    | 1,6       | 6,4        |
| Métis                            | 1,8                    | 1,6       | 2,9        |
| Asiatiques                       | 0,7                    | 1,6       | 4,8        |
| Total                            | 100                    | 100       | 100        |
|                                  |                        |           |            |
| Hispaniques et Latino-Américains | 3,8                    | 37,6      | 16,7       |

Selon l'American Community Survey, en 2010, 80,57 % de la population âgée de plus de 5 ans déclare parler l'anglais à la maison, 15,19 % le français, 3,15 % l'espagnol et 1,09 % une autre langue.